# Корнев, Тит Фёдорович
Тит Фёдорович Корнев (31 января 1923, Рамзай, Пензенская губерния — 25 декабря 2021, Крым) — советский легкоатлет, советский и украинский тренер по лёгкой атлетике. Неоднократный чемпион РСФСР в беге на 400 и 800 метров, 400 метров с барьерами. Участник Олимпийских игр 1980 года в Москве (в качестве тренера Анатолия Решетняка). Заслуженный тренер Украины по лёгкой атлетике.

## Биография
Родился в крестьянской семье в деревне Рамзай Нечаевского района Пензенской губернии 31 января 1923 года.
В 1924 году его родители с детьми переехали в поселок Шахта 3-4 Антрацитовского района Ворошиловградской области.
В 1938 году начал заниматься лёгкой атлетикой.
В июне 1941 года окончил десятилетнюю школу.
С сентября 1941 года служил в Красной армии. На фронт попал в декабре 1941 года. В июле 1942 года попал в плен под Севастополем. В августе 1942 года бежал из Херсона. В сентябре 1942 года был арестован, отправлен в Брауншвейг. Вновь бежал. Арестован в Польше, помещён в Заксенхаузен. После освобождения в мае 1945 года, вернулся на советскую территорию и был вновь призван в Красную армию. Служил до 1947 года.
В 1949—1953 годах — студент факультета физического воспитания и спорта Крымского педагогического института им. М. В. Фрунзе. С 1953 года — преподаватель на кафедре спорта того же института, с 1967 года — старший преподаватель. До 2009 года работал в том же вузе (неоднократно менявшем названия).
В 1980 году принимал участие в Олимпийских играх в Москве.
По состоянию на 2003 год был председателем тренерского совета по лёгкой атлетике комитета по делам физической культуры и спорта Автономной Республики Крым.
Подготовил 9 заслуженных тренеров СССР, Украины, Беларуси, Молдовы и России, 20 мастеров спорта.
Православный. Проживал в Симферополе.
Умер 25 декабря 2021 года в Крыму.

## Личная жизнь
Жена — Галина Ивановна. Дочь — Татьяна. Внучка — Екатерина. Правнучка — Анна.

## Известные ученики
- Анатолий Решетняк[6][2][8][4]

## Достижения, награды, звания
- 1939 — чемпион Ворошиловградской области[2][4].
- 1950—1952 — неоднократный чемпион РСФСР в беге на 400 и 800 метров, 400 метров с барьерами[1].
- 1970 — Знак «25 лет победы в Великой Отечественной войне»[3][4].
- 1978 — заслуженный тренер УССР[1][2].
- 1985 — орден Отечественной войны II степени[1][2][4].
- 1993 — отличник просвещения Украины[5].
- 1999 — заслуженный работник физической культуры и спорта Автономной Республики Крым[5][7].

## Память
- 1998 — н. в. — проводится ежегодный Кубок Республики Крым по лёгкой атлетике на призы (после смерти — памяти) заслуженного тренера Украины Корнева Т. Ф.[9][1][2][10]
- 2016 — имя Тита Корнева присвоено легкоатлетическому манежу факультета физической культуры и спорта Таврической академии Крымского федерального университета имени В. И. Вернадского[1].
- 2022 — в Крымском Федеральном университете открыли мемориальную доску Титу Корневу[11].
- 2023 — в КФУ были проведены легкоатлетические соревнования памяти Тита Корнева[12].